# Mazhang
Mazhang léase Ma-Zháng (en chino simplificado, 麻章区; pinyin, Mázhāng qū) es un distrito urbano bajo la administración directa de la ciudad-prefectura de Zhanjiang. Se ubica al oeste de la provincia de Cantón, en el sur de la República Popular China. Su área es de 962 km² y su población total para 2018 fue más de 1/2 millón de habitantes.

## Administración
El distrito de Mazhang  se divide en 7 pueblos que se administran en 3 subdistrito y 4 poblados.